# Олихи
Олихи (укр. Оліхи) — посёлок, входит в Шаргородский район Винницкой области Украины.
Население по переписи 2001 года составляло 12 человек. Почтовый индекс — 23510. Телефонный код — 4344. Код КОАТУУ — 525386205.

## Местный совет
23510, Вінницька обл., Шаргородський р-н, с. Плебанівка, вул. Кірова, 23